# أثر جائحة فيروس كورونا على الرياضة
لقد تسببت جائحة فيروس كورونا 2019–20 في أكبر أضطراب في التقويم الرياضي العالمي منذ الحرب العالمية الثانية. في جميع أنحاء العالم وبدرجات متفاوتة، حيث تم إلغاء أو تأجيل الأحداث الرياضية  ولم تقم سوى بلدان قليلة، مثل تركمانستان، بيلاروسيا، نيكاراغوا، وطاجيكستان بمواصلة المباريات الرياضية المهنية كما هو مخطط لها.

## المنافسات الرياضية المتعددة
تم إلغاء الألعاب الشتوية للقطب الشمالي لعام 2020، بينما تم تأجيل دورة ألعاب جنوب شرق آسيا لعام 2020.

### الألعاب الأولمبية الصيفية
الألعاب الأولمبية الصيفية 2020 كان من المقرر أن تستضيفها طوكيو اعتباراً من نهاية يوليو. وبسبب الألعاب الأولمبية القادمة، اتخذت الحكومة اليابانية احتياطات إضافية للمساعدة في الحد من أسوأ تأثير لتفشي المرض. ومع ذلك، تم إلغاء أو تأجيل الأحداث المؤهلة بشكل شبه يومي. وكانت هناك اقتراحات بنقل الألعاب الأولمبية لعام 2020 إلى لندن في ضوء الموقف، ولكن حاكم طوكيو يوريكو كويكي أشار في نهاية فبراير2020 إلى أن مثل هذا التحرك لم يكن قيد النظر في الوقت الراهن.
وقد أُقيم حفل إضاءة الشعلة الأولمبية التقليدي في أوليمبيا، باليونان بمناسبة بدء دورة الألعاب الأولمبية الصيفية 2020 في 12 مارس بدون متفرجين.
وقد تم الإعلان في 24 مارس أن دورة الألعاب الأولمبية الصيفية ستؤجل إلى عام 2021، التي لا تزال ستعقد في طوكيو. وبعد ستة أيام، قامت الألعاب الأولمبية بإعادة جدولة الموعد إلى اثنى عشر شهراً من الموعد الأصلي المحدد في 24 يوليو إلى 9 أغسطس 2020، إلى 23 يوليو إلى 8 أغسطس2021 .

## كرة القدم

### آسيا
في السعودية، أعلنت وزارة الرياضة في 14 مارس 2020 م، عن تعليق النشاط الرياضي بمختلف الألعاب الرياضية وجميع البطولات والمسابقات وكذلك إغلاق الصالات والمراكز الرياضية الخاصة، ابتداءً من يوم الأحد 15 مارس 2020 م وحتى إشعار آخر.
وفي الصين، تم تأجيل دوري السوبر الصيني 2020 نتيجة لهذا الفيروس. كما تأثرت دوري أبطال آسيا 2020 وكأس الاتحاد الآسيوي، حيث تم تأجيل عدد من مباريات مرحلة المجموعات.
وفي 9 مارس 2020، أعلن الاتحاد الدولي لكرة القدم (فيفا) و‍الاتحاد الآسيوي لكرة القدم تأجيل مباريات تصفيات كأس العالم لكرة القدم 2022 المقرر إقامتها في شهري مارس ويونيو 2020 إلى موعد لاحق بسبب الجائحة. كما تأجلت مباريات التصفيات بين كوريا الجنوبية والصين في بطولة آسيا الأولمبية المؤهلة لكرة القدم للسيدات 2020.

### أوروبا
وفي أوروبا، أجريت العديد من مباريات خروج المغلوب في دوري أبطال أوروبا والدوري الأوروبي خلف أبواب مغلقة في فبراير ومارس 2020. كما تأجلت مباراتا دوري الأبطال (مانشستر سيتي ضد ريال مدريد، ويوفينتس ضد ليون)، ومبارتي الدوري الأوروبي (إنتر ضد خيتافي وإشبيلية ضد روما) إلى أجل غير مسمى.

## كرة السلة

### أفريقيا
أُجل انطلاق الموسم الافتتاحي من الدوري الأفريقي لكرة السلة من مارس 2020 إلى تاريخ غير معلن بسبب جائحة فيروس كورونا.

### آسيا
عُلق موسم 2019-2020 لرابطة كرة السلة الصينية في 1 فبراير من عام 2020.
في 14 فبراير، أمر الاتحاد الدولي لكرة السلة بتأجيل لعبتين تمهيديتين في كأس آسيا حتى إشعار آخر، وهما الفلبين ضد تايلاند في مدينة كويزون، واليابان ضد الصين في مدينة تشيبا، وهذا رفع عدد المباريات المؤجلة إلى ثلاث بعد أوامر الاتحاد السابقة بتأجيل مباراة الصين مع ماليزيا في مدينة فوشان. أُجلت مباراة منتخب غوام مع منتخب هونغ كونغ في مدينة هاغاتنيا في وقت لاحق من ذلك الأسبوع.
ألغى الدوري الكوري لكرة السلة موسم 2019-2020 في 24 مارس، وكانت مباراته الأخيرة في 29 فبراير. جاء هذا بعد إلغاء موسم الدوري الكوري الجنوبي لكرة السلة للسيدات قبل أسبوع.
في الرابع من مارس، أعلن الاتحاد الدولي لكرة السلة إلغاء بطولة الاتحاد الدولي الآسيوية للناشئين تحت 16 عاما لعام 2019 في بيروت، وبطولة الاتحاد الدولي الآسيوية للسيدات تحت 16 عامًا لعام 2019 في كانبرا، وأُجلت أيضًا بطولة التأهيل الأولمبية لكرة السلة 3×3 في بنغالور والمباريات المقررة في كأس الاتحاد الدولي الآسيوي 3×3 في تشانغشا وكأس الاتحاد الدولي الآسيوي لكرة السلة 3×3 للناشئين تحت 17 عامًا في سايبرجايا.
استمر موسم 2019-2020 من دوري السوبر التايواني لكرة السلة رغم الجائحة. اعتُقد أن الدوري توقف عندما أغلقت الحكومة التايوانية كل الساحات الخاضعة لأجهزة الدولة في 19 مارس، لكن انتهى به المطاف بإجراء كل مبارياته في مركز هاويو لتدريب كرة السلة. لم يقل عدد الموجودين في الساحة عن 100 شخص طوال الوقت.

### دوري كرة السلة الآسيوي
أُعيدت جدولة العديد من الأحداث الرياضية الخاصة بدوري آسيا لكرة السلة موسم 2019-2020 التي كان من المفترض إقامتها بدءًا من فبراير، وذلك بسبب جائحة فيروس كورونا.
في بداية مارس 2020، أصدرت أربع فرق مشاركة، وهي ألاب بيليبيانز وهونغ كونغ إيستيرن وماكاو بلاك بيرز وفورموسا دريمرز، تصريحات تحث على تعليق كامل الموسم بسبب القضايا اللوجستية التي فرضتها إجراءات السفر المتعلقة بكوفيد-19 في جنوب شرق آسيا وبر الصين الرئيسي وتايوان.
في 13 مارس 2020، أُجل موسم 2019-2020 إلى أجل غير مسمى.

### الفلبين
عُلق موسم الرابطة الفلبينية لكرة السلة (بّي بي إيه) لعام 2020 ودوري الرابطة الفلبينية للفئات الناشئة إلى أجل غير مسمًى في العاشر من مارس 2020. أجلت بطولة الرابطة الافتتاحية لكرة السلة 3×3 بطريقة مماثلة. فرضت إدارة بّي بي إيه أسبوعين من «حظر التمارين ومباريات تحديد المستوى ونشاطات أخرى مرتبطة بها» والذي دخل حيز التنفيذ في 14 مارس 2020.
علقت عدة دوريات مبارياتها في 12 مارس، وهي: رابطة كرة السلة المجتمعية، والدوري الوطني لكرة السلة، ودوري ماهارليكا بيليبيانز لكرة السلة.
في السابع من أبريل 2020، قرر مجلس محافظي الرابطة الفلبينية لكرة السلة تقصير مدة الموسم ليصبح على شكل مجموعتين من الفرق بعد تأجيل كأس الفلبين بسبب فاشية كوفيد-19 وفرض الحجر الصحي المجتمعي المعزز في لوزان في 30 أبريل.
نوقش احتمال إلغاء موسم بّي بي إيه لأن المسؤولين حددوا آخر موعد في أغسطس 2020 لاتخاذ قرار الاستمرار في دعم الموسم خلال اجتماع مجلس المحافظين في 2 مايو 2020. قرر المجلس خلال الاجتماع منع تبادل اللاعبين وصفقات العملاء الأحرار حتى استئناف الموسم.

### أوروبا
علق جوردي بيرتوميو، المدير التنفيذي للدوري الأوروبي، إقامة المبارايات بين 14 مارس و 11 أبريل. علق الدوري الأوروبي في وقت سابق كأس أوروبا لكرة السلة، وعلق الاتحاد الدولي لكرة السلة «فيبا» دوري أبطال أوروبا لكرة السلة وكأس أوروبا لكرة السلة بدءًا من 14 مارس.
ألغى كل من الدوري الليتواني والسويدي والسويسري والسلوفاكي والأوكراني لكرة السلة الدور الأول من بطولاتهم الخاصة بشكل تام، ومُنحت البطولة للفرق المتصدرة.
عُلقت مباريات فرق الدرجة الأولى في إسبانيا وفرنسا وألمانيا وإيطاليا وإسرائيل وبلجيكا وفنلندا وكرواتيا واليونان وبولندا وقبرص وجمهورية التشيك بدءًا من 14 مارس.
علق الدوري الأدرياتيكي ودوري اتحاد في تي بي مبارياتهم حتى أبريل، وعلقت الحكومة التركية الدوري التركي لكرة السلة في 19 مارس، وهو آخر دوريات السلة الكبرى التي توقفت في أوربا.

### أمريكا الشمالية
في 11 مارس 2020، علقت الرابطة الوطنية لكرة السلة (إن بي إيه) موسمها بعد ظهور إيجابية اختبار كوفيد-19 عند رودي غبرت لاعب يوتا جاز قبل لعب مباراتهم المقررة ضد نادي أوكلاهوما سيتي ثاندر. صرح المفوض آدم سيلفر في اليوم التالي أن تعليق المباراة «لن يقل عن 30 يومًا، ولا نعرف ما يكفي لنحدد موعدًا أدق». في السادس من أبريل صرح سيلفر في مقابلة مع معلق تي إن تي إيرني جونسون جونيور أنه لن يصدر قرار إعادة بدء الموسم حتى 1 مايو على الأقل.
في 12 مارس، ألغت كل مجموعات القسم الأول في كرة سلة الكليات التي تنظمها الرابطة الوطنية لرياضة الجامعات بطولاتها الجارية. كانت رابطة اللبلاب قد ألغت بطولاتها قبل إعلان القرار، بينما أعلنت بعض المجموعات الرياضية وبطولات الرجال والنساء للرابطة الوطنية لرياضة الجامعات أنها ستجري مبارياتها ضمن ملاعب مغلقة. ألغت الرابطة الوطنية لرياضة الجامعات بطولاتها بشكل تام.
في 14 مارس، علق دوري بورتوريكو لكرة السلة موسم مبارياته.
في 23 مارس، علق دوري كندا الوطني لكرة السلة ما تبقى من موسم 2019-2020.
في 3 أبريل، أعلن الاتحاد الوطني لكرة السلة النسائية (دبليو إن بي إيه) تأجيل بداية معسكر التدريب والموسم الاعتيادي المقرر أصلًا في 15 مايو. عُقدت مسودة دبليو إن بي إيه باستخدام التقنيات البصرية ونُقلت على التلفاز في 17 أبريل 2020 دون وجود لاعبين أو ضيوف أو وسائل إعلام في موقع الاجتماع.

### أوقيانوسيا
أُقيمت المبارايات النهائية في الدوري الأسترالي لكرة السلة بين فريق سيدني كينجز وبرث وايلدكاتز في ملعب مغلق بدءًا من المباراة الثانية، وصرح الدوري الأسترالي لكرة السلة أنه سيقوم بتعليق المباريات فورًا إذا شُخصت إصابة أحد اللاعبين بالمرض.
بعد المباراة الثالثة لفريق سيدني كينجز وتفوقهم بنتيجة 2-1 في سلسلة أفضل خمسة، أعلن الفريق في 17 مارس أنه سينسحب من النهائيات بسبب وجود «قدر كبير من المخاوف الحقيقية المتعلقة برفاه اللاعبين ومسؤولية النادي المجتمعية». درس الدوري الأسترالي لكرة السلة لعب المباراة الرابعة في السلسلة في 18 مارس بدلًا من موعدها الأصلي في 20 مارس ليعجل إنهاء مبارياته.
في 18 مارس، أعلن إن بي إيه أن البطولة من نصيب برث وايلدكاتز تبعًا لطريقة الانسحاب.

## بياثلون
انتهى كأس العالم للبياثلون 2019-2020 قبل أسبوع ويوم من موعده السابق. أُلغي نهائي كأس العالم في النرويج كما حدث في نهائي كأس العالم الذي سبقه في فنلندا.
قبل إقامة السباقات في فنلندا والنرويج، أٌقيمت سباقات كأس العالم في نوفى ميستو في جمهورية التشيك من 5 إلى 8 مارس دون وجود مشاهدين.

## كمال أجسام
شهدت العديد من الأحداث التنافسية في رياضة كمال الأجسام التنافسة الدولية على المستويات المبتدئة أو الاحترافية قيودًا أو تأجيلًا أو إلغاءً بسبب المخاوف من انتشار كوفيد-19.
بسبب هذه المخاوف، اختصر محافظ أوهايو مايك ديواين مهرجان آرنولد سبورتس في كولومبوس (أوهايو) في 3 مارس قبل الإبلاغ عن أي حالات أو وفيات في الولاية. اعتبر الإلغاء حينها تصرفًا «متطرفًا» بشكل كبير. أقام معرض اللياقة البدنية (بأمر من حكومة الولاية) مسابقات كمال الأجسام والمسابقات الجسدية -بما فيها مسابقة أرنولد كلاسيك- دون وجود مشاهدين باستثناء الآباء وأوصياء القاصرين المشاركين في المسابقات. كان من المخطط إقامة مهرجان أرنولد سبورتس مشابه في أفريقيا وأستراليا وأمريكا الجنوبية لكنه ًاجل إلى فترة لاحقة من السنة.
في 16 مارس 2020، أعلن جيم مانيون رئيس الاتحاد الدولي لكمال الأجسام واللياقة البدنية ولجنة كمال الأجسام الوطنية عن تأجيل المسابقات المُخطط إقامتها في 10 مايو 2020 في الولايات المتحدة حتى موعد آخر خلال السنة أو إلغائها حتى موسم 2021.

## لعبة البولينغ
أُجلت بطولة العالم الخارجية للبولينغ 2020 التي خُطط لإقامتها في مدينة غولد كوست من 23 مايو حتى 7 يونيو 2020 إلى تاريخ 25 مايو حتى 6 يونيو 2021.

## الأبراج البشرية
استجابةً لإيقاف النشاطات خارج المدرسية لأطفال كتالونيا، أصدر تنسيق الأبراج البشرية الكتالوني (سي سي سي سي)، وهو الهيئة الإدارية للأبراج البشرية (الأبراج البشرية الكتالونية)، تصريحًا في العاشر من مارس 2020 يوصي بتعليق كل ممارسات وعروض الأبراج البشرية. نتيجةً ذلك، أوقف الإغلاق الكلي المفروض في جميع أنحاء إسبانيا كل عروض الأبراج البشرية في كتالونيا بدءًا من 15 مارس. بحلول 25 مارس 2020، لم يعد يُذكر أي تأثير محتمل للجائحة على مسابقة الأبراج البشرية في طراغونة التي تحدث مرةً كل سنتين، وحُدد موعدها في 3 و 4 أكتوبر 2020.
وفقًا لسي سي سي سي، لم تشهد البلاد غياب الأبراج البشرية في شهر أبريل منذ عام 1966.

## الشطرنج
أُجل أولمبياد الشطرنج 44 المقرر إقامته بين 5-17 أغسطس 2020 في موسكو، روسيا إلى صيف عام 2021.
عُلقت مسابقة الترشح 2020 التي أقامها الاتحاد الدولي للشطرنج في مدينة يكاترينبورغ الروسية في منتصفها في 26 مارس، وقرر الاتحاد الدولي للشطرنج (إف آي دي إي) تأجيل النصف المتبقي منها بعد إعلان روسيا قطع حركة الطيران مع الدول الأخرى بدءًا من 27 مارس.

## الرياضات القتالية

### فنون القتال المختلطة
نقلت منظمة ون تشامبيون شيب مبارة «كينغ أو ذا جانغيل» المقررة في 28 فبراير إلى صالات مغلقة بدون جماهير، وأعلنت أيضًا أنها ستنقل البطولة المقررة في 10 أبريل في تشونغتشينغ، الصين إلى جاكرتا، إندونيسيا، وفي 13 مارس أعلن المشرفون على البطولة أن جميع الفعاليات في سنغافورة ستجري في صالات مغلقة بدون جماهير في 29 مايو، ثم نقلت الفعاليات إلى مانيلا، الفلبين والتي كان مقررًا لها أن تستضيف الجولة الثانية من البطولة. أُجلت كذلك بطولة هيرت أوف هيروز التي كان من المقرر إقامتها في فيتنام في في 20 مارس إلى يونيو، وفي 6 أبريل ألغيت جميع الفعاليات التي كان من المقرر إقامتها في سنغافورة بسبب أوامر الإغلاق التي أصدرتها حكومة سنغافورة، والتي تقيد جميع الأعمال غير الضرورية.
أعلنت شركة كومبات أميركانس في 9 مارس أنها ستلغي جميع الأحداث المقررة في شهر مارس وتستبدلها بمباريات في صالات مغلقة بدون جمهور اعتبارًا من 3 أبريل. وفي 10 مارس ألغيت البطولة المقررة في بولندا في 21 مارس، ثم ألغيت الفعالية المقررة في كونيكتيكت، الولايات المتحدة في 13 مارس والتي كان من المقرر أن تحدث في وقت لاحق من ذلك اليوم، ومنذ ذلك الحين ألغيت جميع الفعاليات حتى شهر مايو.

#### بطولة القتال النهائي
استمر الترويج للحدث الرئيسي في بطولة القتال النهائي بين لي وأوليفيرا والتي كان من المقرر إجراؤها في 13 مارس في مدينة برازيليا في البرازيل، وخطط القائمون على البطولة لإجرائها في صالة مغلقة بدون جماهير. ثم أعلن المشرفون على بطولة القتال النهائي في 16 مارس تأجيل الفعاليات الثلاث القادمة حتى تواريخ مستقبلية تحدد لاحقًا.
صرح دانا وايت رئيس منظمة الفنون القتالية المختلطة في 18 أبريل أن بطولة باي بير فيو ستجري في موعدها على الأرجح ولكن في مكان جديد ومن دون جماهير، إذ كان من المقرر عقد البطولة في مركز باركليز بمدينة نيويورك، لكن حكومة ولاية نيويورك فرضت حظر التجول في الولاية. وفي 18 مارس سحبت لجنة ولاية نيويورك الرياضية العقوبات التي كانت قد فرضتها على البطولة. ونظرًا للقيود الدولية على السفر وقوانين حظر التجول، قررت اللجنة المنظمة للبطولة أن تلغي الموعد الجديد المقرر في 6 أبريل مع تحديد زمان ومكان جديدين للبطولة. صرَّح وايت في 7 أبريل أنه حجز مكانًا لم يعلن عنه لاستضافة أحداث البطولة لمدة شهرين والتي سيشارك فيها مقاتلون أمريكيون، وكشف عن خطط لتأمين جزيرة خاصة لاستضافة البطولات التي سيشارك فيها مقاتلون عالميُّون.
كشفت المنظمة عن المكان الجديد المخصص لاستضافة الفعاليات القادمة في أحد كازينوهات كاليفورنيا والذي يقع في منطقة القبائل التي لا تنطبق عليها قوانين ولاية كالفورنيا، ولكن اللجنة المنظمة قررت في 9 أبريل إلغاء البطولة، وقررت تعليق جميع الفعاليات القادمة حتى إشعارٍ آخر. حاول دانا وايت الحصول على دعم من موظفين رفيعي المستوى في وسائل إعلام أمريكية لدعم إقامة الفعاليات التي تشرف عليها منظمته، وقد ذكرت صحيفة نيويورك بوست أن حاكم كاليفورنيا جافين نيوسوم اتصل برئيس ديزني والرئيس التنفيذي السابق بوب إيغر وحثَّ العديد من وسائل الإعلام على عدم دعم عقد هذ الفعاليات. وعلى الرغم من إلغاء البطولة فقد صرح وايت أنه لا يزال مستمرًا في مشروعه لإنشاء «جزيرة القتال». أعلنت منظمة الفنون القتالية المختلطة في 24 أبريل أنها ستستأنف فعالياتها بسلسلة من ثلاث بطولات تجري في صالات مغلقة بدون جمهور في جاكسونفيل، فلوريدا في 9 مايو. بالإضافة لبطولتين في 13 و16 مايو، وكانت ولاية فلوريدا قد سمحت مؤخرًا بإجراء الأحداث الرياضية التي تقام في صالات مغلقة دون جمهور، واستثنتها من قانون الحجر الصحي. كما أعلن وايت عن فعالية مخطط لها في مكان لم يحدده في يوم 23 مايو، وأعلن عن خططه لبدء الفعاليات في «جزيرة القتال» في يونيو. وافقت لجنة نيفادا الرياضية على استضافة بطولة قتال نهائي بين ودلي وبارنز في 30 مايو، وبطولة أخرى في 6 يونيو، في إحدى حلبات القتال في لاس فيغاس.
كشف دانا وايت في 9 يونيو أن مكان جزيرة القتال سيكون في جزيرة ياس في أبو ظبي، الإمارات العربية المتحدة، والتي ستستضيف إحدى بطولات القتال النهائي في 11 يوليو، وثلاث فعاليات أخرى بعدها. يبلغ قطر المنطقة المخصصة لبطولة القتال النهائي 10 أميال مربعة (16كم)، وسيقتصر التواجد فيها على موظفي المنظمة.

### كيك بوكسينغ
ألغيت العديد من فعاليات بطولة كونلون بسبب جائحة كوفيد-19، وألغت أيضًا سلسلة بطولات غلوري التي كان من المقرر إقامتها في لينت ببلجيكا وميامي بفلوريدا.

### المصارعة المحترفة
ألغيت العديد من الفعاليات الرئيسية في أكثر من بطولة، مثل بطولة تي إن إيه التي كان من المقرر أن تنظمها شركة إمباكت ريسلينغ في 3 أبريل في فلوريدا، رينغ أوف هونر، وفعاليات الذكرى السنوية الثامنة عشر لآر أو إتش والتي كانت ستقام في 13 و14 مارس في لاس فيغاس، وكأس كروكيت لتحالف المصارعة في الولايات المتحدة والذي كان من المقرر إقامته في جورجيا في 19 أبريل. وألغيت كذلك بطولات مشابهة في المكسيك واليابان.

#### اتحاد اليابان الجديد لمصارعة المحترفين
قرر اتحاد اليابان الجديد لمصارعة المحترفين إلغاء جميع الفعاليات المقررة من 1 مارس حتى 15 مارس تماشيًا مع توصيات وزارة الصحة اليابانية. وفي 10 مارس أعلن الاتحاد عن إلغاء جميع الفعاليات حتى 22 مارس، ما يعني إلغاء كأس اليابان 2020. قامت شركة ستاردوم بروموشن -التابعة لاتحاد اليابان الجديد لمصارعة المحترفين- بإجراء تعديلات على فعالياتها المجدولة، وألغت المسابقات من 19 فبراير إلى 14 مارس. أقامت الشركة فعاليتها في 8 مارس في قاعة كوراكوين دون حضور جماهير، وبثتها مباشرة على قناتها على اليوتيوب. ألغى اتحاد اليابان الجديد لمصارعة المحترفين في 23 مارس بطولة ساكورا جينيسيس 2020 التي كان من المقرر إقامتها في 31 مارس. ثم ألغى الاتحاد في 8 أبريل المزيد من الفعاليات التي كان من المقرر إقامتها من 11 أبريل إلى 4 مايو، وفي 6 مايو ألغى اتحاد اليابان الجديد لمصارعة المحترفين البطولة السنوية لأفضل سوبر جونيورز، وفي اليوم التالي أجَّل الاتحاد البطولة التي كان من المقرر إقامتها في ماديسون سكوير غاردن في نيويورك حتى عام 2021.

#### المصارعة العالمية الحرة
بدأ اتحاد المصارعة العالمية الحرة ببث المباريات أسبوعيًا -خصوصًا بطولات رو وسماك داون- على الهواء مباشرة، وأصبحت المباريات تجري في صالة أورلاندو المغلقة دون جمهور. بدأت بطولة سماك داون في 13 مارس وأجريت دون حضور جمهور وبحضور الموظفين الأساسيين فقط، وأجلت العديد من العروض اللاحقة.
كان من المقرر عقد راسلمينيا 36 -وهي أبرز فعاليات المصارعة العالمية الحرة- في ملعب ريمون جيمس في تامبا، لكن اتحاد المصارعة العالمية الحرة أعلن في 16 مارس أنَّ بطولة راسلمينيا 36 ستعقد في مركز أورلاندو خلال ليلتي 4 و5 أبريل، وفي نفس السياق أجَّل الاتحاد فعاليات راسلمينيا ويك إيند إلى مواعيد تحدد لاحقًا. ولكنَّ في نهاية المطاف نقلت هذه المباريات إلى حلقات أسبوعية سُجلت في مركز أورلاندو بين 21 و26 مارس.
أعلن اتحاد المصارعة العالمية الحرة بعد عرضه لحلقات راسلمينيا المسجلة أنه سيستأنف العروض الأسبوعية التي تبث مباشرة اعتبارًا من 13 أبريل من صالات العرض كما كانت من قبل، ثم من صالة الجامعة في وينتر بارك. أبلغ اتحاد المصارعة العالمية الحرة شبكة إيسبن: أنه من المهم الآن أكثر من أي وقت مضى توفير بث مباشر للفعاليات في هذه الأوقات العصيبة، وأنَّ مبارياتها تجمع العائلات معًا وتقدم شعورًا بالأمل والتصميم والمثابرة. أعلن اتحاد المصارعة العالمية الحرة أن أحد موظفيه أصيب بكوفيد-19 بعد لقائه باثنين من العاملين في مجال الرعاية الصحية في 26 مارس، لكن إصابته كانت بعد الانتهاء من إنتاج العروض، ولم يحدث أي اتصال بينه وبين أي من موظفي الاتحاد منذ إصابته. توقع الصحفي ديف ميلتزر أن عقود اتحاد المصارعة العالمية الحرة التلفزيونية مع شبكة فوكس وشبكة الولايات المتحدة الأمريكية من المحتمل أن تقلل عدد الحلقات المسجلة التي يمكن أن تبثها سنويًا.
كان من المتوقع عقد بطولة المصارعة الحرة التالية "ماني إن ذا بانك" في بالتيمور رويال فارمز أرينا في مايو، ولكنها ألغيت في 9 أبريل. أعلن اتحاد المصارعة العالمية الحرة في 17 أبريل أن مباريات "ماني إن ذا بانك" ستقام في مبنى مقرها العالمي في ستامفورد، كونيتيكت، مع إجراء تعديلات على طريقة لعب المباريات.
أعفت إدارة طوارئ فلوريدا في 9 أبريل موظفي الرياضات المحترفة والإنتاج الإعلامي من حظر التجول إذا مارسوا أعمالهم في صالات وأماكن مغلقة بدون جماهير. وفي 13 أبريل أقر عمدة مقاطعة أورانج جيري ديمينغز هذه الإعفاءات خلال مؤتمر صحفي، مشيرًا إلى أنها أُقرت بعد مشاورات مع مكتب حاكم ولاية فلوريدا رون ديسانتيس، وأن السلطات ستسمح لاتحاد المصارعة العالمية الحرة بمواصلة نشاطاته. تبين لاحقًا أن اتحاد المصارعة العالمية الحرة قد تلقى تحذيرات متكررة من سلطات الولاية حول الالتزام بالحجر الصحي، لكن العمدة ديسانتيس اعتبر أن نشاطات الاتحاد مهمة جدًا لاقتصاد الولاية ودعا إلى تخفيف القيود المفروضة على نشاطاته. أعلن الرئيس الأمريكي دونالد ترامب في اليوم نفسه أنه شكل مجموعة استشارية اقتصادية لدراسة إعادة فتح البلاد تدريجيًا، وعيَّن رئيس اتحاد المصارعة العالمية الحرة فينس ماكماهون في المجموعة إلى جانب المفوضين الرياضيين الرئيسيين الآخرين وأصحاب الفرق. كان ماكماهون حليفًا لترامب، والذي كان قد ظهر في برامج المصارعة الحرة في الماضي، وهو أيضًا عضو في قاعة المشاهير.

#### مصارعة المحترفين
قرر اتحاد مصارعة المحترفين الأمريكي في 12 مارس تأجيل الفعاليات المتبقية في شهر مارس والمقررة في روتشستر ونيويورك ونيوجيرسي إلى أجل غير مسمى، وأعلن الاتحاد أنه حجز الصالات للفعاليات المستقبلية في شهر يوليو، لكنه قرَّر لاحقًا تأجيل الفعاليات حتى 13 مايو على الأقل.
بدأ الاتحاد في 15 مارس تجهيز قاعات مغلقة في جاكسونفيل، فلوريدا لإقامة الفعاليات دون جمهور. ونقلت البطولة اعتبارًا من 1 أبريل إلى مكان غير معروف لمنع المعجبين من محاولة التفاعل مع المصارعين، وتبين لاحقًا أن الموقع الجديد في جورجيا. ألغيت كذلك البطولة التي كان من المقرر إقامتها في نيفادا في 23 مايو، ثم ألغيت جميع الفعاليات حتى 31 مايو بسبب تفشي الوباء.

### مصارعة السومو
أجريت بطولة هارو باشو 2020 في قاعات مغلقة دون جماهير، وعلى الرغم من ذلك فقد منع أحد المصارعين من المشاركة في البطولة بسبب ظهور أعراض مشبوهة عليه أثناء الاختبارات، أُجلت كذلك بطولة ناتشو باشو المقررة في مايو، وناغويا باشو المقررة في مايو أيضًا لمدة أسبوعين، وكانت بطولة يوليو قد قُدمت سابقًا أسبوعًا إلى الأمام لتجنب التضارب بينها وبين أولمبياد طوكيو 2020. أكدت جمعية مصارعة السومو اليابانية بعد أسبوع تسجيل أول إصابة بين صفوف مصارعيها، وهي تعود لمصارع مبتدئ كان يعاني من الحرارة قبل ستة أيام، ثم تأكدت إصابته بفيروس كورونا بعد إجراء الاختبارات. أدى ذلك إلى إصدار أوامر لجميع المصارعين والموظفين للالتزام بمنازلهم حتى إشعار آخر.
ألغت جمعية السومو رسميًا دورة مصارعة السومو الكبرى المقررة في مايو بعد تمديد حالة الطوارئ الوطنية في اليابان حتى 31 مايو، وكان هذا ثاني إلغاء لدورة مصارعة سومو كبرى منذ عام 1946.

## الكريكت

### أفريقيا
أثرت جائحة فيروس كورونا على العديد من مباريات الكريكت العالمية وبطولاتها. كان من المقرر إقامة نهائيات كأس إيه سي إيه أفريقيا تي-20 لعام 2020 في كينيا في مارس 2020، لكن تأجل موعده تماشيًا مع المنع الذي أصدرته الحكومة الكينية لمدة 30 يوم على التجمعات الدولية.

### آسيا
تأجل موعد دوري إيفرست الممتاز لعام 2020 أيضًا في نيبال في 12 مارس. في 13 مارس، أعلن مجلس تنظيم الكريكت الهندي (بي سي سي آي) عن تأجيل بدء الدوري الهندي الممتاز لعام 2020 من 29 مارس إلى 15 أبريل. في 16 أبريل، علق «بي سي سي آي» البطولة إلى إشعار آخر بسبب الجائحة وأعلن في الرابع من يونيو عن إقامة «آي بّي إل» خارج الهند. في 13 مارس، ألغى «بي سي سي آي» مباريات «أو دي آي» المقرر حدوثها بين الهند وجنوب إفريقيا في 15 و18 مارس، إذ أُعلن عن إقامتها في البداية بدون جمهور. في اليوم نفسه، تأجل موعد سلسلة المباراتين التجريبيتين بين سريلانكا وإنجلترا المقرر حدوثهما في مارس 2020. تأجل موعد المباريات السبع المتبقية في سلسة سلامة الطرق العالمية لعام 2020 إلى تاريخ لاحق. قُرر في وقت سابق أن المباريات السبع المتبقية في البطولة ستُلعب خلف الأبواب المغلقة في استاد دي واي باتيل.
كان من المقرر إقامة السلسلة رباعية الزوايا للنساء في تايلاند في أبريل 2020، لكن أُلغيت قبل شهر من موعد إقامتها. تأجل موعد الدوري الأول لتحدي كأس العالم في الكريكت 2020 في ماليزيا المقرر حدوثه في مارس 2020، إلى جانب تأجيل مباراتي تي-20-آي بين الجانبين آسيا XI وأفريقيا XI.
في 12 مارس، أعلن مجلس الكريكت الباكستاني عن إغلاق جميع مباريات الموسم الخامس المتبقية من الدوري الباكستاني الممتاز في كراتشي (حيث تركزت معظم الإصابات في باكستان) أمام الجمهور. في 16 مارس 2020، تأجل موعد التصفيات المتبقية من الدوري الباكستاني الممتاز لعام 2020 بسبب الارتفاع الكبير في حالات الإصابة بفيروس كورونا في أنحاء البلاد. تأجل أيضًا موعد جولة بنغلادش في باكستان لمباراة «أو دي آي» واحدة بالإضافة إلى تأجيل مباراة تجريبية.

### أوروبا
في 11 مارس 2020، ألغى كل من فريقي رسيسترشاير وسري جولات الإحماء السابقة للموسم المقرر حدوثها في الإمارات العربية المتحدة. في اليوم التالي، أصبحت جولة أستراليا للنساء في جنوب إفريقيا في مارس 2020 أول سلسلة دولية رئيسية تُقصر بسبب الجائحة.
في 21 أبريل 2020، منعت الحكومة الهولندية جميع الأحداث العامة في الدولة حتى أغسطس، إذ تطلب هذا تأجيل كل من نيوزلندا وباكستان والهند الغربية جولاتها في هولندا.
في 5 مايو 2020، أخبر رئيس مجلس إنجلترا وويلز للكريكت (إي سي بي)، توم هاريسون، لجنة الإعلام والرياضة أن «إي سي بي» قد يخسر ما يقارب 380 مليون جنيه إسترليني في حال إلغاء الموسم بأكمله، وأعرب عن أمله في «تمركز ربح» المنافسة المحدودة القادمة ذا هاندرد على «إي سي بي».

### أمريكا الشمالية
في 13 مارس 2020، تأجل موعد سلسلة الولايات المتحدة الثلاثية لعام 2020 بسبب الجائحة وقيود السفر التي فرضتها الولايات المتحدة. عُلقت بطولة الهند الغربية لعام 2019-20 بسبب الجائحة وأُعلن منتخب باربادوس بطلًا في 24 مارس.

### أوقيانوسيا
في 14 مارس 2020، أُلغيت مباراتي ون داي الدولية (أو دي آي) المتبقيتين من بطولة شابيل-هادلي تروفي إلى جانب ثلاث مباريات من سلسلة توينتي 20 الدولية (تي 20 آي) بين أستراليا ونيوزلندا بسبب قيود الحدود الجديدة التي فرضتها حكومة نيوزلندا. جرت مباراة «أو دي آي» الأولى من السلسلة في 13 مارس في سيدني خلف الأبواب المغلقة. في اليوم التالي، أبلغت كريكت أستراليا عن إلغاء الجولة الأخيرة من مباريات موسم شيفيلد شيلد لعام 2019-20، مع تعيين نيو ساوث ويلز فائزًا في البطولة. ألغت كريكت نيوزلندا الجولتين الأخيرتين من مباريات موسم بلانكت شيلد لعام 2019-20، مع تعيين ولينغتون فائزًا في البطولة.

## التزلج الريفي
جرى مهرجان هولمنكولن للتزلج لعام 2020 في أوسلو، النرويج، في 7-8 مارس بدون جمهور في جزء الاستاد من ملعب هولمنكولن أرينا الوطني، وهو جزء من كأس العالم «إف آي إس» الريفي لعام 2019-20.
أُلغي كل من الحدثين النهائيين لموسم كأس العالم، جولة سبرينت 2020 (14-17 مارس، في مدينة كيبك، كندا ومنيابولس، الولايات المتحدة) ونهائيات كأس العالم 2020  (20-21 مارس، في كانمور، كندا) في 13 مارس و10 مارس على الترتيب.

## الكيرلنغ
اختُصر موسم الكيرنغ الذي ينتهي عادةً في مايو بسبب الجائحة، لينتهي فعليًا في أوائل مارس. ألغى اتحاد الكيرلنغ الدولي آخر خمس بطولات مقررة لموسم الكيرلنغ 2019-20، والأهم من ذلك بطولة العالم في الكيرلنغ للنساء 2020، وبطولة العالم في الكيرلنغ للرجال 2020 وبطولة العالم المختلطة في الكيرلنغ 2020.

## ركوب الدراجات

### ركوب الدراجات على الطريق
كان من المقرر استمرار طواف الإمارات 2020 حتى 29 فبراير، لكن أُلغي في المرحلة الخامسة بعد تأكيد إصابة اثنين من موظفي الدعم بفيروس كورونا. من بين تسعة عشر سباق لاحق من طواف العالم للدرجات 2020 المقرر استمراره حتى 31 مايو، جرى اثنين منهما فقط، طواف نيوشبلاد 2020 وباريس-نايس، الذي أُلغي اليوم الأخير منه أيضًا، في موعدهما المحدد، مع وعود بإقامة بعضها في وقت لاحق. تشمل السباقات المؤجلة في هذه المجموعة كلًا من جيرو ديتاليا 2020 وأربعة من المواسم الخمسة السنوية والعديد من سباقات الفئة المنخفضة المؤجلة أو الملغية. أُلغيت أيضًا بعض سباقات طواف العالم للدراجات للسيدات 2020 وأُجل بعضها الآخر.
في 15 مارس، طلب الاتحاد الدولي للدراجات «يو سي آي» تعليق جميع الأحداث التي أقرها في المناطق المتأثرة حتى 3 أبريل، إلى جانب إيقاف سباق التأهل لدورة الألعاب الأولمبية في طوكيو 2020 والألعاب الأولمبية للمعوقين اعتبارًا من 3 مارس. في 18 مارس، مُددت فترة تعليق الأحداث حتى نهاية أبريل على الأقل. في 1 أبريل، مُددت فترة التعليق حتى 1 يونيو، وفي 15 أبريل، مُددت حتى 1 يوليو للسباقات الدولية و1 أغسطس لسباقات طواف العالم للدراجات.
في 14 أبريل، تأجلت جولة فرنسا السنوية، المقرر حدوثها في 27 يونيو – 19 يوليو، بسبب التدابير الصارمة المتخذة من قبل الحكومة الفرنسية ضد فيروس كورونا إذ مددت حظر التجمعات الجماهيرية حتى يوليو. اعتبارًا من 15 أبريل، خطط «إيه إس أو» و«يو سي آي» لإقامتها من 29 أغسطس إلى 20 سبتمبر.
صدر تقويم معدل لكل من الرجال والنساء في 5 مايو.

### بي إم إكس
أُلغيت أيام السباق من كأس العالم «يو سي آي» بي إم إكس سوبركروس لعام 2020 بما في ذلك الفترة من 2 إلى 3 مايو في بابيندال، هولندا.
أُجلت بطولة العالم «يو سي آي» بي إم إكس لعام 2020 التي كان من المقرر إقامتها في 26-31 مايو في هيوستن، الولايات المتحدة.

### أنواع أخرى
أُلغي سباق التحمل السنوي كيب إبيك الذي كان من المقرر إقامته من 15 إلى 22 مارس.

## الخزاقة
تأثرت الجولة الأوروبية التابعة لمنظمة الخزاقة الدولية بجائحة فيروس كورونا، إذ أُجلت كل من مسابقة الجائزة الكبرى الأوروبية للخزاقة لعام 2020 وبطولة الخزاقة المفتوحة لعام 2020 ومسابقة الجائزة الكبرى الألمانية للخزاقة بعد إجراءات تحديد التجمعات التي فرضتها الحكومات الفدرالية في بادن فورتمبيرغ وشمال الراين وستفاليا وبافاريا على الترتيب (أُلغيت المسابقات رسميًا في التاسع والعشرين من مايو). أُجلت الجولتان من دوري الخزاقة الممتاز لعام 2020 المقرر إجراؤهما في روتردام من نهاية مارس حتى سبتمبر إثر القيود المفروضة على التجمعات في هولندا؛ كما أن الجولة التي كانت مقررة في مدينة نيوكاسل الإنكليزية في الأسبوع السابق أُجلت حتى أكتوبر. إضافة إلى ذلك أُجلت الجولات الخمس التالية المقرر عقدها في بلفاست وشفيلد ومانشستر وبرلين وبرمنغهام أُجلت أيضًا حتى مواعيد لاحقة، وذلك باعتبار مواعيد شفيلد جولة ملحق تأهيلية. أُجلت جميع مواعيد أحداث الجولة الاحترافية منذ السادس عشر من مارس إلى نهاية يونيو حتى موعد لاحق.
أُلغي الحدث الأول من سلسلة الخزاقة العالمية لعام 2020 وهي بطولة الماسترز في الولايات المتحدة لعام 2020، وأُجلت بطولة الماسترز الشمالية لعام 2020 من يونيو حتى أكتوبر. ألغى فرع منظمة الخزاقة الدولية في أمريكا الشمالية المعروف باسم منظمة بطولة الخزاقة جولات الأسبوع الأولى من موسمها في أونتاريو، كما أوقفت جولة فرعها في نيوزيلاند المعروف باسم دارتبلايرز إثر إلغاء المباريات المقررة في كوينزتاون.

## الرياضات الإلكترونية
أثرت الجائحة بشكل أساسي على أحداث ودوريات الرياضة الإلكترونية التي تقيم مسابقات ذات حضور شخصي للمتسابقين (وهو الطريقة المتبعة لتقليل التأخير بين اللاعبين الذي قد يحدث عند إجراء المسابقات عبر الإنترنت ويؤثر على أداء اللاعبين، والسماح بحضور الجمهور بشكل مشابه للرياضات التقليدية)، ما أدى إلى إلغاء عدد من المسابقات وتأجيل مسابقات أخرى، إضافة إلى عقد بعض المسابقات خلف أبواب مغلقة، إما بالمعنى الحرفي للكلمة أو عن طريق إجراء المسابقات بشكل كلي عبر الإنترنت بدلًا من الحضور الشخصي للمتسابقين، بالاشتراك مع خدمات البث المباشر (وهو الشكل المعتاد لإجراء مسابقات الرياضة الإلكترونية).
اقترحت شركة سبورتكال فكرة أن مجال الرياضة الإلكترونية امتلك الفرصة لاجتذاب جمهور الرياضات التقليدية باعتباره «بديلًا متوفرًا» للنشاطات الرياضية التقليدية. توقع الرئيس التنفيذي لشركة راوندهيل إنفستمنتس الاستثمارية ويل هيرشي أن الألعاب سهلة الفهم من قبل المتابعين العاديين (مثل ألعاب الرياضة) قد تحظى بشكل خاص باهتمام كبير من قبل المتابعين الجدد.

### التقاطع مع الرياضات التقليدية
سمح إيقاف الرياضات التقليدية للرياضيين المحترفين بزيادة مشاركتهم في بث ألعاب الفيديو كوسيلة للتفاعل مع الجمهور. كما أن منظمات الرياضة الإلكترونية دعت الرياضيين المحترفين إلى التنافس في مسابقات محددة (غالبًا إلى جانب اللاعبين المحترفين أو ضدهم)؛ نظمت منظمة «فيز كلان» منافسة خيرية للمحترفين والهواة في لعبة كول أوف ديوتي: وورزون بعنوان «قاتل لتمول» دعمًا للأعمال الخيرية المتعلقة بفيروس كورونا، حيث شارك اللاعبون المحترفون إلى جانب عدد من المشاهير مثل بن سيمونز وتشاد جونسون وجوجو سميث شوستر، وبشكل مشابه دعت عدة منافسات لألعاب السباقات سائقي سباقات محترفين.
استغلت بعض الرياضات ألعاب الرياضة بشكل مشابه، مثل فريق فينيكس صنز لكرة السلة الذي بث عروضًا مباشرة للعبة إن بي إيه تو كاي 20 مع لاعبين ضيوف، وذلك بين الفرق التي كان يجب أن يلعب ضدها فريق صنز في حال عدم إيقاف موسم كرة السلة. انتهى هذا الأمر بتولي الفريق الإذاعي المتابع للنادي التعليق بشكل مباشر على هذه المباريات. استغلت شركات البث الرياضية الرياضات الإلكترونية أيضًا كبرامج بديلة، إذ اشتركت الدوريات الرياضية في عقد مسابقات متلفزة لألعاب الرياضة الإلكترونية بمشاركة لاعبيهم، أو في بعض الحالات (مثل عرض قناة إي إس بي إن 2 لسلسلة بطولة لعبة ليغ أوف ليجندز لعام 2020) نقلت مسابقات الرياضة الإلكترونية إلى البث التلفزيوني المباشر.
أعلنت سلسلتا إندي كار وناسكار المشاركة مع منصة ألعاب السباقات آي ريسينغ لعقد مسابقات إلكترونية ودعوة متسابقين مشهورين في السلسلتين. اجتذب الحدث الافتتاحي باسم سلسلة إي ناسكار آي ريسينغ الاحترافية للمدعوين جمهورًا تلفزيونيًا يقدر بـ 903,000 شخص على قناة فوكس سبورتس 1، لتصبح أكثر مسابقات الرياضة الإلكترونية مشاهدة على التلفزيونات الأمريكية منذ مسابقة مورتال كومبات 10 عام 2016 التي عرضتها شبكة ذا سي دبليو. كُسر هذا الرقم القياسي في الأسبوع التالي من خلال سباق تكساس موتور سبيدواي -الذي عرضته شبكة فوكس أيضًا- الذي جذب 1.339 مليون مشاهد.

## المبارزة
في الثالث من مارس عام 2020، نشر الاتحاد الدولي للمبارزة بلاغه الأول المتعلق بالاحتياطات ضد كوفيد-19. في العاشر من مارس، حث الاتحاد على التزام جميع المشاركين في المسابقات (الرياضيون وبقية أعضاء البعثات الدولية) بملء استبيان حول حالتهم الصحية وحمل الاستبيان معهم. في الثاني عشر من مارس، ذكر منشور للاتحاد الدولي للمبارزة تأجيل ست مسابقات كأس العالم أو الجائزة الكبرى إضافة إلى بطولة العالم للناشئين. بما أن مسابقتي كأس العالم والجائزة الكبرى كانتا جزءًا من التصفيات المؤهلة للألعاب الأولمبية في طوكيو لعام 2020، حذر المنشور من الحاجة إلى تأجيل مسابقة التصفيات الإقليمية للألعاب الأولمبية. لم تُقدم أية أخبار حول النشاطات الأخرى، وإمكانية تأجيلها أو إلغائها.
ذكر الاتحاد الدولي للمبارزة على موقعه تأجيل الألعاب الأولمبية، لكنه لم يقدم معلومات إضافية حول البطولات الدولية للمبارزة، والتي من المفترض أن تُعقد في السنوات غير الأولمبية، بذلك توجد خطة لإقامة بطولة دولية عام 2021 (والمقرر عقدها في القاهرة) ولكن ليس في عام 2020.
اتخذت الدول بحد ذاتها قرارات أخرى. على سبيل المثال، في الرابع من أبريل أعلن الاتحاد الإيطالي للمبارزة عن إيقاف كافة المسابقات حتى الحادي والثلاثين من أغسطس.

## هوكي الحقل
تأثرت عدة دوريات أوروبية لهوكي الحقل بالجائحة فأوقفت أو قُلصت، ويشمل ذلك إسبانيا  وإنكلترا  وألمانيا وهولندا.
أُوقف كل من دور الثمانية لدوري الهوكي الأوروبي لموسم 2019-20 وموسم دوري الهوكي الأوروبي للنساء لعام 2020 في الثاني عشر من مارس. أُلغيت كل من جائزة يوروهوكي للأندية الأولى للرجال عام 2020 وجائزة يوروهوكي للأندية الثانية للرجال عام 2020 وبطولات فتيان يوروهوكي للشباب عام 2020 وبطولات فتيات يوروهوكي للشباب عام 2020.
في آسيا، أُجل كل من كأس آسيا للناشئين عام 2020 وجائزة أبطال آسيا للنساء عام 2020 وكأس آسيا للناشئات عام 2020. أُجل كأس السلطان أصلان شاه بدايةً حتى الرابع والعشرين من سبتمبر، لكن المسابقة ألغيت بشكل رسمي في الثاني من مايو.

## كرة الصالات
في التاسع من مارس عام 2020، أعلن كل من الاتحاد الدولي لكرة القدم (فيفا) والاتحاد الآسيوي لكرة القدم (إيه إف سي) تأجيل بطولة كأس آسيا لكرة قدم الصالات 2020 المقرر عقدها في عشق آباد حتى 5 – 16 أغسطس.

## كرة القدم الأمريكية

### كرة القدم الكندية

#### الدوري الكندي لكرة القدم
في الثاني عشر من مارس، أعلن الدوري الكندي لكرة القدم (سي إف إل) إلغاء أو تعديل عدد من الفعاليات التحضيرية للدوري ردًا على الجائحة. أُلغيت عدة معسكرات استكشافية للمواهب على امتداد كندا والولايات المتحدة الأمريكية، في حين عُقدت نشاطات أخرى مثل اجتماعات لجنة القوانين عن بعد. خطط الدوري الكندي لكرة القدم لإجراء عمليات الاختيار الوطنية والدولية في أبريل، لكنه أعلن في الرابع والعشرين من مارس عن تأجيل السحب العالمي حتى إشعار آخر.
كان من المقرر البدء بموسم عام 2020 في الحادي عشر من يونيو. في السابع من أبريل، أعلن رئيس اتحاد كرة القدم الكندي راندي أمبروزي أن الموسم لن يبدأ حتى يوليو على أقل تقدير. في لقاء صحفي، أعلن أن الاتحاد يدرس عدة خيارات لضمان إمكانية لعب الدوري بشكل أقرب ما يكون إلى الموسم الكامل. في العشرين من مايو، أعلن أمبروزي أن الموسم لن يبدأ قبل سبتمبر، كما أُلغيت احتفالات الكأس الرمادية الثامنة بعد المئة في مدينة ريجاينا التابعة لمقاطعة ساسكاتشوان، وأُقر تطبيق قانون أفضلية صاحب الأرض. درس الدوري إمكانية استخدام مدن مركزية للمباريات، وطلب مساعدات مالية بقيمة 30 مليون دولار من الحكومة الاتحادية، كما يجب شطب مبلغ 130 مليون دولار في حال إلغاء موسم 2020 بشكل نهائي.

#### كرة قدم الجامعات
أعلنت هيئة يو سبورتس المسؤولة عن تنظيم كرة القدم الكندية للجامعات في الثامن من يونيو 2020 إلغاء جميع بطولات فصل الخريف الوطنية. نتج عن ذلك إلغاء كأس فانيير للمرة الأولى منذ تأسيس البطولة عام 1965. أعلن كل من اتحاد جامعات الأطلنطي والاتحاد الرياضي لجامعات غرب كندا بشكل متزامن إيقاف جميع المواسم الرياضية المقررة لفصل الخريف.

### الدوري الوطني لكرة القدم الأمريكية
كان الدوري الوطني لكرة القدم الأمريكية (إن إف إل) في فترة العطلة منذ السوبر بول الرابع والخمسين في أوائل شهر فبراير. أقر الخبراء بأن خسارة فريق سان فرنسيسكو 49 في السوبر بول الرابع والخمسين من الممكن أن تكون قد منعت الانتقال المحلي الباكر للفيروس في كاليفورنيا من خلال احتفالات النصر والمواكب الاحتفالية بعد المباراة.
في الثاني عشر من مارس، بدأت عدة فرق في الدوري بإيقاف سفر المدربين وكشافي المواهب، في حين نصح الدوري ذاته طاقم العمل غير الضروري بالعمل من المنزل. لن يسمح الدوري لفرقه بإعادة افتتاح مرافقها حتى رفع القيود بشكل كافٍ عن جميع الولايات الأمريكية التي تحوي فريقًا في الدوري الوطني.
أثرت الجائحة أيضًا على السحب السنوي لعام 2020؛ منع الدوري اللاعبين المحققين لشروط السحب من السفر للقاء المسؤولين عن الفرق، والعكس صحيح. حدث السحب كما كان مقررًا، لكن النشاطات العامة في لاس فيغاس (التي كان من المقرر أن يعقدها فريق لاس فيغاس ريدرز المنقول حديثًا) أُلغيت، وانتقل السحب إلى صيغة عن بعد إذ اجتمع طاقم العمل من المنزل، وذلك من خلال ربط الفرق الاثنين والثلاثين مع بعضها البعض وطاقم عمل الدوري بواسطة برنامج مايكروسوف تيمز وبرامج تواصل أخرى. أعلن رئيس الدوري روجر غودل اختيارات الجولة الأولى من منزله في برونكسفيل، نيويورك. استضاف الدوري الأمريكي نشاطًا خيريًا خلال السحب، وذلك في خطوة لدعم الأعمال الخيرية المتعلقة بالمساعدات. خلال البث المباشر، أعلن غودل أن لاس فيغاس سوف تستضيف سحب عام 2022 بدلًا من هذا العام.
نشر الدوري الأمريكي جدول مباريات موسم 2020 في السابع من مايو. في حين لا يزال الدوري يرغب بإكمال جميع مباريات الموسم كما هو مخطط صُمم الجدول الزمني بشكل يسمح بإلغاء أسبوعين من مدة الجدول التي تصل إلى 16 أسبوعًا دون عواقب في حال تأجيل بداية الموسم حتى أواخر أكتوبر، وذلك وفق مخطط أولي من موسم عام 2011 الذي تهدد فيه الدوري بالإيقاف نتيجة إضراب. إضافة إلى ذلك، كان على الدوري العمل على التنسيق الزمني مع مسابقتي غولف كبيرتين اُجلتا أيضًا حتى الخريف، وهما بطولة الولايات المتحدة المفتوحة للغولف وبطولة الماسترز لتجنب التضارب في مواعيد البث التلفزيوني. نتيجة مشاكل لوجستية مرتبطة بالجائحة، أوقف الدوري الوطني لكرة القدم الأمريكية المباريات الدولية في لندن ومكسيكو لهذا الموسم.
بالنسبة إلى موضوع السماح للجمهور بحضور المباريات من عدمه، فسوف يقيم الموضوع وفقًا لكل حالة وبالاعتماد على الأنظمة المحلية. ذكر المعلق الرياضي الرئيسي لشبكة فوكس الرياضية جو باك أن الشبكة تمتلك بالفعل خططًا لتطبيق جماهير محاكاة في عمليات البث التلفزيوني، وذلك يشمل المؤثرات الصوتية وإمكانية استخدام المشاهدين المنشأين بالحاسوب لتقديم وهم بوجود ملعب ممتلئ.

#### إكس إف إل
في الثاني عشر من مارس، أعلن دوري إكس إف إل (إعادة إحياء لدوري 2001 وحيد الموسم) إيقاف موسم 2020، مع الالتزام بحصول جميع اللاعبين على مستحقاتهم المالية الأساسية وتأميناتهم لموسم 2020 الأساسي بالكامل؛ أُلغي الموسم رسميًا في العشرين من مارس بعد لعب خمسة أسابيع من أصل عشرة على جدول الموسم الأساسي. في العاشر من أبريل، أعلن الدوري عن نيته إيقاف جميع العمليات وتسريح معظم موظفيه التنفيذيين ما عدا قلة من الأساسيين منهم، وذكر البيان أن من المستبعد تنظيم ولعب موسم 2021، أما الموظفون الباقون فهم يعملون على تصفية أعمال الدوري ونشاطاته إثر التقدم بطلب إفلاس تحت الفصل الحادي عشر بعد ثلاثة أيام.

## الرابطة الوطنية لرياضة الجامعات
نقل فريقا نوتر دام فايتينغ آيريش ونيفي ميدشيبمين مباراتهما المقرر عقدها بتاريخ التاسع والعشرين من أغسطس في ملعب أفيفا في مدينة دبلن الأيرلندية إلى عطلة يوم العمل (لم يُحدد التاريخ بعد) في مدينة أنابوليس عاصمة ولاية ماريلند حيث ستُقام المباراة في الاستاد التذكاري لقوى البحرية والمارينز داخل حرم الأكاديمية البحرية للمرة الأولى في التاريخ.

## الغولف
أُجلت مسابقات غولف عديدة للمحترفين والهواة أو أُلغيت ردًا على الجائحة، ومن ضمنها البطولات الكبرى. في الثالث عشر من مارس، أُعلن عن تأجيل بطولة الماسترز (المخطط إجراؤها بين التاسع والثاني عشر من أبريل). في الأسبوع التالي، أُجلت بطولة جمعية لاعبي الغولف المحترفين في أمريكا (بي جي إيه) لعام 2020، والتي كان من المقرر عقدها بين الحادي عشر والسابع عشر من مايو. في السادس من أبريل، أعلن النادي الملكي والقديم في سانت أندروز إيقاف بطولة 2020 المفتوحة، وهي المرة الأولى لإلغاء هذه البطولة منذ الحرب العالمية الثانية.
تلى هذا القرار بفترة قصيرة إعلان الرابطة الأمريكية للغولف عن تأجيل بطولة الولايات المتحدة المفتوحة لعام 2020 من 18-21 يونيو حتى 17-20 سبتمبر (قبل أسبوع من بطولة رايدر 2020)، وحتى 12-15 نوفمبر للماسترز (وهي المرة الوحيدة التي تُلعب فيها البطولة في نوفمبر)، كما أُجلت بطولة رابطة لاعبي الغولف المحترفين حتى السادس إلى التاسع من أغسطس. تأثرت بطولات الغولف الكبرى للسيدات بشكل مشابه، وذلك بتأجيل بطولتي رابطة لاعبي الغولف المحترفين للسيدات وإيه إن إيه إنسبيريشن حتى سبتمبر.
في الثاني عشر من مارس 2020، وفي منتصف الجولة الأولى من بطولة لاعبي عام 2020، أعلنت رابطة لاعبي الغولف استمرار بقية جولات المسابقة والمنافسات الثلاث التالية (بطولة فالسبار ومسابقة دبليو جي سي ماتش بلاي وبطولة تكساس المفتوحة) بدون جمهور. إضافة إلى ذلك، وبعد انتهاء مباريات اليوم، قررت الهيئة المنظمة إلغاء بقية المسابقة والمنافسات الثلاث التالية.
في السابع عشر من مارس، أعلنت إدارة جولة رابطة لاعبي الغولف إلغاء جميع المسابقات المقررة مسبقًا حتى العاشر من مايو. ألغت إدارة الجولة الأوروبية أيضًا إلغاء العديد من المسابقات أو تأجيلها خصوصًا تلك المقررة بين وسط مارس ونهاية مايو، ومن بينها البطولة الأيرلندية المفتوحة ومسابقة سلسلة رولكس. أجلت إدارة الجولة الأوروبية للسيدات بدايةً بطولة إيفيان 2020، والتي كان من المقرر إجراؤها في 23-26 يوليو، حتى 6-9 أغسطس، لكنها أعلنت في التاسع من يونيو إلغاء المسابقة التي كانت واحدة من بطولتين تمثلان كبرى المسابقات النسائية خارج الولايات المتحدة. لا تزال بطولة بريطانيا المفتوحة للسيدات مجدولة في موعدها على الرغم من إلغاء بطولة الرجال المناظرة لها.
أعلنت الهيئات المنظمة لعدد من الجولات الاحترافية الأخرى عن إجراءات مشابهة، إضافة إلى الهيئات المسؤولة عن تنظيم مسابقات الهواة. في الأول من أبريل، أعلن النادي الملكي والقديم إلى جانب رابطة الولايات المتحدة للغولف تأجيل كأس كورتيس حتى عام 2021 والبطولات البريطانية للهواة من الرجال والنساء من يونيو حتى أغسطس. أعلنت الهيئة المنظمة لجولات رابطة لاعبي الغولف المحترفين للسيدات إلغاء ثلاث مسابقات وتأجيل خمس أخرى من بينها إيه إن إيه إنسبيريشين، كما أعلنت نظيرتها اليابانية إلغاء 12 مسابقة مجدولة بين مارس ومايو.
في السادس عشر من أبريل 2020، أعلنت إدارة جولة لاعبي الغولف المحترفين عن جدول مكتظ مقترح لاستئناف اللعب بدءًا من الحادي عشر من يونيو بتحدي تشارلز شواب في مدينة فورت وورث التابعة لولاية تكساس. يهدف الجدول الجديد إلى لعب معظم المسابقات المتبقية من موسم 2019-20 (محافظًا على ثلاثة أرباع الجدول الأصلي على أقل تقدير)، وانتهاء بتصفيات كأس فيديكس وبطولة جولة لاعبي الغولف المحترفين في عطلة يوم العمل التي تختتم الموسم، تليها مباشرة بداية موسم 2020-21 (الذي سيكون ذا جدول معدل ببداية باكرة للموسم حتى يناسب البطولات الكبرى المؤجلة) ببطولة سيفوي المفتوحة. خطط المسؤولون لإجراء المسابقات خلف الأبواب المغلقة، على الرغم من عقد معظم هذه المسابقات في ملاعب تحوي مساكن ووحدات إيجار، كما سُمح للمستأجرين بـ «حضور» المسابقات من ساحات منازلهم ضمن أملاكهم الخاصة، أو من مراكبهم الخاصة من مضيق كاليبوغ بالنسبة إلى ملعب آر بي سي هيريتيج. يُتوقع من المشاهدين العودة لحضور المسابقة التذكارية برعاية نيشنوايد. كان الهدف من التأخير الإضافي تقديم وقت إضافي بغية إجراء المزيد من التحضيرات، إضافة إلى استغلال الأسابيع المتاحة نتيجة إلغاء البطولات الكبرى والألعاب الأولمبية الصيفية وتأجيلها؛ تقع واحدة فقط من البطولات الثلاث الكبرى المتبقية -وهي بطولة رابطة لاعبي الغولف المحترفين- ضمن جدول بقية موسم 2019-20.
أُجريت مباراة غولف خيرية بتاريخ السابع عشر من مايو في نادي سيمينول للغولف الواقع في بلدة جونو بيتش في ولاية فلوريدا الأمريكية، وشارك فيها كل من روري مكلروي وداستن جونسون وريكي فلاور وماثيو وولف. بثت قناتا إن بي سي وغولف تشانل هذه المباراة لتكون أولى المباريات المنقولة تلفزيونيًا من ملعب سيمينول، وأولى المباريات في الولايات المتحدة منذ إيقاف مباريات رابطة لاعبي الغولف المحترفين. أُعلن عن الجزء الثاني من منافسة تايغر وودز وفيل ميكلسون التي أُجريت عام 2018 المعروفة باسم المباراة تحت عنوان المباراة: أبطال للعمل الخيري بتاريخ الرابع والعشرين من مايو من خلال بث متزامن عبر شبكات وارنر ميديا، إذ قرر الاثنان المشاركة في مباراة من أربع كرات في نادي ميداليست للغولف ضمن مضيق هوب في ولاية فلوريدا، وذلك بمشاركة لاعبي الدوري الوطني لكرة القدم الأمريكية بيتون مانينغ وتوم برادي شريكين لكل منهما على الترتيب.
تأثرت لعبة الغولف الترفيهية بشكل مشابه بعيدًا عن المنافسات، إذ أمرت دول عديدة بإغلاق نوادي وملاعب الغولف. من أجل التأكيد على التباعد الاجتماعي، قد تشمل الإجراءات الجديدة تعديل أوقات استراحات الشاي أو الحد من استخدام الخدمات مثل متاجر المحترفين وعربات الغولف. في خطوة أخرى لتقليل التلامس الجسدي مع الأسطح المعرضة للمس بشكل متكرر، عدلت بعض النوادي حفر ملاعبها وزودتها بإطار مرتفع أو أسطوانة رغوية تسد الحفرة بحد ذاتها، وبهذه الطريقة تعتبر الكرة قد دخلت في الحفرة إذا لامست الإطار المرتفع أو الأسطوانة الرغوية.

## سباق الكلاب السلوقية
تأجل دربي الكلاب السلوقية الإنجليزي لعام 2020 في 16 مارس. أعلنت شركة أرينا للسباق عن اتباع مساراتها لسياسة ما وراء الأبواب المغلقة بدءًا من 24 مارس واستمر السباق في أيرلندا خلف الأبواب المغلقة. بعد ذلك، تأجلت جميع السباقات في المملكة المتحدة وإيرلندا حتى 1 يونيو.
في 12 يونيو، أُعلن أن دربي الكلاب السلوقية الإنجليزي لعام 2020 سيُستأنف في 31 ديسمبر.

## الجمباز
ألغيت أو تأجلت العديد من مسابقات الجمباز الفني الدولية، والتي مثل العديد منها فعاليات أولمبية مؤهلة. في 13 مارس، بعد أن انتهت التصفيات بالفعل، ألغت كأس باكو العالمية نهائيات فعاليتها. تأجلت بطولات كأس شتوتغارت وبرمنغهام وطوكيو العالمية (المقرر حدوثها في الفترة ما بين 21 مارس و5 أبريل) حتى عام 2021. أُلغيت بطولات الجمباز الفني النسائية الأوروبية (المقرر حدوثها في 30 أبريل-3 مايو) والجمباز الفني الأوروبي للرجال (المقرر حدوثها في الفترة بين 27 و31 مايو). تأجلت بطولة الدول المطلة على المحيط الهادئ (المقرر حدوثها بين 17 و19 أبريل) حتى عام 2021.

## كرة اليد
أُلغيت مباريات تصفيات بطولة أوروبا لكرة اليد النسائية المقررة في 25-29 مارس 2020 في روتردام في نيذرلندا.

## سباق الخيل
يعد سباق الخيل أحد الرياضات التي لم تتأثر تأثرًا مباشرًا بجائحة كوفيد-19، وأبقت بعض البلدان والمناطق سباقات الخيل واستأنفها البعض الآخر قبل الألعاب الرياضية الأخرى.
في المراحل الأولى من تفشي المرض، بقيت معظم سباقات الخيل في مواعيدها المقررة، لكن مع تقليل أعداد الجمهور في حلبات السباق. شمل ذلك هونغ كونغ، فرنسا، اليابان، الإمارات العربية المتحدة، الولايات المتحدة، أستراليا، أيرلندا، المملكة المتحدة، ألمانيا، نيوزيلندا، وسنغافورة.
علق نادي ماكاو جوكي فعاليات السباق من 31 يناير إلى 15 فبراير واستأنف السباق في 22 فبراير. علقت الهيئة الكورية للسباق سباق الخيل بدءًا من 8 مارس. ألغى مضمار سنلاند بارك في الولايات المتحدة لقاء السباق بدءًا من 16 مارس، ما شمل دربي سنلاند، الذي يشكل جزءًا من دربي الطريق إلى كنتاكي لعام 2020. حذت العديد من المسارات في أمريكا الشمالية حذوه خلال الأسابيع التالية، على الرغم من أن بعضها ظل مفتوحًا وفق قرارات كل ولاية. في بريطانيا، على الرغم من أن مهرجان شلتنهام استمر كالمعتاد في منتصف مارس، أُلغي اللقاء الوطني الكبير في أينتري في أبريل. بحلول منتصف مارس، أصبحت أيرلندا الدولة الوحيدة في أوروبا التي استمر فيها سباق الخيل، مع وجود تنظيم صارم وخلف الأبواب المغلقة. أخيرًا، أوقفت أيرلندا السباق في 25 مارس حتى 19 أبريل على أقل تقدير.
أعلن تشرشل داونز عن تأجيل دربي كنتاكي لعام 2020، وهو عادة المحطة الأولى للتاج الثلاثي الأمريكي، إلى 5 سبتمبر. تبع ذلك تأجيل بريكنس ستيكس، إذ أجّل نادي ماريلاند جوكي سباقهم حتى 3 أكتوبر. سيُجرى سباق بيلمونت ستيكس، والذي يشكل عادةً المحطة الثالثة، على مسافة قصيرة تقدر بنحو 1 1/8 في 20 يونيو كمحطة الأولى.
في 22 مارس، أُعلِن عن إلغاء كأس دبي العالمي، الذي كان من المقرر أن يحتفل بالذكرى الخامسة والعشرين في 28 مارس.
في 7 أبريل، أعلن مضمار جوكي كلوب عن تأجيل أول أربعة كلاسيكيات من موسم سباق السرعة البريطاني، وهي غينياس 2000 و1000، المقرر عقدهما في 2-3 مايو، وإيبسوم أوكس ودربي، المقرر عقدهما في 5-6 يونيو، حتى وقت لاحق من الموسم. أعلن مضمار أسكوت أيضًا أن رويال أسكوت، المقرر عقده في الفترة بين 16 و20 يونيو، سيجرى خلف أبواب مغلقة إذا حصل على الموافقة.
يُمنع بعض الفرسان من السفر إلى حلبات السباق الأخرى أو مرافق سباق الخيل ضمن منظمات سباق الخيل. شعر الفارس كيث يونغ، من هونغ كونغ بتوعك في ليلة 22 مارس، لكن ظهرت نتيجة اختبار البي سي آر لديه سلبية لكوفيد-19. في 26 مارس، أُعلن أن اختبار الفارس الأمريكي خافيير كاستيلانو كان إيجابيًا.
خُفضت بعض الجوائز المالية في سباقات الرهانات. في مضمار سباق راندويك، أعلن سباق نيوساوث ويلز عن تخفيض جائزة لقاء البطولة في جميع سباقات المجموعة الأولى وبعض سباقات المجموعة الثانية بنسبة 50%. أُجريت مبيعات إنجليز إستر الحولية والعديد من مزادات الخيول الأخرى عبر الإنترنت بالكامل. استأنفت فرانس غالوب السباق في 11 مايو، لكن خُفضت أموال الجائزة بنسبة 20-40%. خُفضت جوائز جميع سباقات المجموعة الأولى من رويال أسكوت إلى 250,000 جنيه إسترليني فقط.
في الولايات المتحدة، اكتسب سباق الخيول عددًا متزايدًا من المتابعين كشكل من أشكال المحتوى الرياضي المباشر على شاشة التلفزيون، بسبب الجهود التي بذلتها جمعية نيويورك للسباق وشبكة الألعاب التلفزيونية في محاولة لجذب مشاهدين وعملاء جدد للمراهنة خارج المسارات على المسارات التي لا تزال مفتوحة، وجهود العديد من القنوات الرياضية البارزة التي التقطت البث المتزامن للسباق للمساعدة في ملء الجداول (يتركز اهتمام وسائل الإعلام على سباق الخيل أثناء التاج الثلاثي). زاد البث المتزامن أيضًا من بروز الأماكن الأقل شهرة مثل فونر بارك في غراند إيسلاند نبراسكا الذي شهد متوسط رهانات متبادلة يومية تجاوز الرقم القياسي السابق في يوم واحد والذي كان يبلغ 1.2 مليون دولار أمريكي بانتظام.
لقاءات السباق الملغاة وإعادة فتحها
- نادي ماكاو جوكي: تأجل من 31 يناير إلى 15 فبراير ومن 28 مارس إلى 11 أبريل[293]
- هيئة سباق كوريا: بدءًا من 8 مارس.
- نوادي سيلانغور تورف وبيراك تورف وبينانغ تورف، ماليزيا: بدءًا من 14 مارس.
- مضمار سباق سنلاند بارك، نيو مكسيكو: ألغي لقاء مارس.
- كينلاند، كنتاكي: أُلغي لقاء أبريل وحُدد موعده في 8 يوليو ليُجرى في 12 يوليو.[294] أغلقت كنتاكي داونز وإليس بارك في منتصف مارس، في حين ألغت تورفواي بارك آخر 4 أيام من لقائها في نهاية مارس.
- مضمار وودباين للسباق، تورونتو: أُلغي سباق الحزام في 14 مارس. تأجل لقاء الخيول الأصيلة المقرر حدوثه في 18 أبريل. وخُطط لاستئناف الفعاليتين في 6 يونيو.
- جمعية نيويورك للسباق: أُلغي اللقاء الشتوي لسباق القناطر في 19 مارس. تأجلت بداية لقاء بلمونت الربيعي إلى 1 يونيو.[295]
- لوريل بارك، ميريلاند: علق بدءًا من 20 مارس، مع التخطيط لإعادة الفتح في 22 مايو.
- فير غراوندز، لويزيانا: أُلغي الأسبوع الأخير من لقائها الشتوي، من 22 إلى 29 مارس.
- سانتا أنيتا بارك، كاليفورنيا: من 27 مارس إلى 14 مايو. عُلق السباق في غولدن غيت فيلدز في 2 أبريل واستؤنف في 14 مايو.[296]
- تشرشل داونز، كنتاكي: تأجل افتتاح لقاء الربيع إلى 16 مايو.[297]
- جميع مسارات السباق في بريطانيا العظمى: أُغلقت إلى أجل غير مسمى بدءًا من 18 مارس.[298] استؤنف السباق في 1 يونيو.[299] استؤنف سباق ويلز في 15 يونيو،[300] واستؤنف سباق اسكتلندا في 22 يونيو.[301]
- جميع مسارات السباق الأيرلندية: أغلقت من 25 مارس إلى 6 يونيو.[277] استؤنف السباق في 8 يونيو.[302]
- جميع مسارات السباق الألمانية: أُغلقت من 17 مارس إلى 6 مايو،[303] واستؤنف السباق في 7 مايو.[304]
- جميع مسارات السباق الفرنسية وفرانس غالوب وليتروت: أُغلقت من 17 مارس إلى 10 مايو، واستؤنف السباق في 11 مايو.[305][306] مُنع السباق بدءًا من 20 مايو في باريس وشرق فرنسا.[307]
- جميع لقاءات السباق في الإمارات العربية المتحدة: شمل ذلك ليلة كأس دبي العالمية وأربعة لقاءات في أبريل.
- جميع مسارات السباق في نيوزيلندا: أُغلقت بدءًا من 24 مارس، وخُطط لاستئناف السباق في 20 يونيو مع اشتراط اللقاء محدود حتى موسم السباق الجديد.[308]
- جميع مسارات السباق في جنوب إفريقيا: أُغلقت بدءًا من 27 مارس،[309] واستؤنف السباق في 1 يونيو.[310]
- نادي سنغافورة تورف: أُغلق من 4 أبريل إلى 30 يونيو.
- نادي موريشوس تورف: تأخر افتتاح موسم 2020. استؤنف السباق في 20 يونيو.
- جميع مسارات السباق الإيطالية: استؤنف السباق في 26 مايو.[311]

اللقاءات التي بقيت مفتوحة
- نادي جوكي هونغ كونغ: لم يُلغى أي لقاء أو يُغير موعده بسب كوفيد-19. يمكن لأعضاء نادي جوكي هونغ كونغ دخول مضمار السباق.
- الرابطة اليابانية للسباق والرابطة الوطنية للسباق: لم يُلغى أي لقاء أو يُغير موعده بسبب كوفيد-19.[313]
- السويد، بما في ذلك سباق السرعة وسباق الحزام: أُجري سباق النخبة في الموعد المحدد في 31 مايو.
- معظم مسارات السباق الأسترالية: أُلغيت بعض لقاءات المقاطعة والنزهات (لقاءات الهواة)، وأُلغي أيضًا سباق تاسمانيا بدءًا من 2 أبريل، واستؤنف في منتصف يونيو. أُلغي السباق الفيكتوري وسباق مترو نيوساوث ويلز لمدة يومين، لسفر الفارس مارك زهرة على متن طائرة حملت حالة مؤكدة.[314]
- بعض مسارات السباق الأمريكية، منها غولفستريم بارك وتامبا باي داونز في فلوريدا وأوكلاون بارك في أركنساس وفونر بارك في نبراسكا.[290][291]

## لعبة البوكر
اُغلقت معظم الكازينوهات وأماكن اللعب الأخرى في جميع أنحاء العالم اعتبارًا من 18 مارس وإلى أجل غير مسمى، وأُجلت العديد من دورات البوكر القادمة أو ألغيت، أو نُقلت (في المناطق المسموح بها قضائيًا حاليًا) إلى منصات الإنترنت. تُلعب البطولات التي كان من المقرر لعبها مباشرة في الأصل، الآن عبر الإنترنت، بما في ذلك بطولة البوكر الأيرلندية المفتوحة لعام 2020.
في 20 أبريل، أُجلت بطولة 2020 للبوكر العالمية.
أدى هذا الوباء إلى زيادة هائلة في حركة البوكر عبر الإنترنت. يعتقد أنه وجه كلًا من اللاعبين المحترفين والهواة الذين يفضلون البوكر المباشر إلى المنصات عبر الإنترنت بسبب الإغلاق غير المحدود لمعظم الكازينوهات وأماكن اللعب المباشر الأخرى حول العالم، مع إغلاق العديد من الأماكن غير المرخصة. بالإضافة إلى ذلك، يُعتقد أن النقص المفاجئ في خيارات الترفيه المباشر بسبب الانقطاع الواسع للنشاطات الرياضية والترفيهية حول العالم قد أدى إلى تحول أكثر من العدد المعتاد من اللاعبين العرضيين إلى البوكر عبر الإنترنت كبديل. أبلغ العديد من المشغلين عن حركة مرور مضاعفة أو أكثر من الحجم السابق، اعتمادًا على الوقت من اليوم.

## الروديو
أُلغي عرض هيوستن للماشية والروديو لعام 2020 بعد تشخيص إصابة أحد المشاركين في المهرجان بالفيروس.

## التجديف
أُلغيت أربعة سباقات مؤهلة إلى الأولومبياد، بما في ذلك حدث التأهل النهائي المقرر عقده في لوسرن، سويسرا، في الفترة من 17 إلى 19 مايو. وألغيت أيضًا الأحداث الثلاثة لكأس العالم للتجديف 2020.
أُلغي سباق القوارب 2020، المقرر عقده على نهر التايمز في لندن في 29 مارس.

## دوري الرغبي
كان من المقرر أن يستمر الدوري الوطني الأسترالي/النيوزيلندي للرغبي دون السماح بحضور أي متفرج إلى الملعب؛ ومع ذلك، عُلق الموسم بأكمله في 23 مارس 2020 إلى أجل غير مسمى. وتماشيًا مع التخفيف الكلي للقيود في أستراليا، أُعلن عن الخطط التي ستشهد استئناف الموسم من 28 مايو تقريبًا. استأنف موسم (إن آر إل) في 28 مايو بمباراة الجولة الثالثة التي لعبت في بريسبان بين بريسبان برونكو وباراماتا ايلز. لعبت المباراة خلف أبواب مغلقة دون أي حضور، على الرغم من أن القنوات الناقلة (القناة 9 وقناة فوكس الرياضية) استخدموا ضوضاء زائفة أثناء البث. حصلت مباراة العودة على تقييم عالٍ على شاشة التلفزيون لأنها كانت أول مباراة تلفزيونية لرياضة جماعية في أستراليا بعد 8 أسابيع من التوقف.
في نصف الكرة الشمالي، علق الدوري الممتاز وبطولة دوري الرغبي والدوري 1 مواسمهم حتى 3 أبريل نتيجة لانتشار فيروس كورونا. عُدل هذا في وقت لاحق إلى (تعليق إلى أجل غير مسمى). اُلغيت جولة الكنغر 2020 في إنجلترا، والتي كان من المقرر أن تشتمل على ثلاث مباريات اختبار بين إنجلترا وأستراليا في أكتوبر ونوفمبر، في 1 يونيو.

## اتحاد الرغبي

### أوروبا
في نهاية فبراير ومع بداية مارس، شهدت بطولة الأمم الست لعام 2020 تأجيل جميع المباريات ضد إيطاليا بسبب الوضع المتدهور في ذلك البلد، مع إلغاء المباريات ضد فريق اسكتلندا النسائي أيضًا إذ كانت إحدى اللاعبات قد اظهرت نتيجة اختبار إيجابية ودخل الفريق في عزلة. وبحلول 13 مارس، عُلقت المنافسة. في 12 مارس، عُلقت مسابقة الرغبي Pro14 الأوروبية.

### شمال أمريكا
في 12 مارس، أوقف دوري الرغبي موسمه الثالث لمدة 30 يومًا. أعلنت الرابطة في وقت لاحق -في 18 مارس- إلغاء الموسم.

### أوقيانوسيا
في موسم 2020 للرغبي الممتاز، نُقلت مجموعتان من الفريق الياباني سن-وولفز إلى أستراليا من اليابان، بينما أعلنت أستراليا في 12 مارس أنه بدءًا من الجولة القادمة من المباريات، سوف تُلعب جميع المباريات التي تقام في أستراليا بدون جمهور، ولكن بخلاف ذلك تستمر كالمعتاد. ومع ذلك، في 14 مارس، أعلنت نيوزيلندا (التي تشارك بخمسة فرق في المسابقة) أنها ستحتاج إلى 14 يومًا من العزلة الذاتية لأي شخص يصل إلى البلاد من خارج جزر المحيط الهادئ، بغض النظر عن الأصل ويشمل مواطني نيوزيلندا. صرح منظّم الدوري سانزار أنه كان يقيم تأثير هذا التقييد، وأعلن في نهاية المطاف في وقت لاحق من اليوم أنه سوف يعلق الموسم بعد الانتهاء من تركيبات عطلة نهاية الأسبوع.
أعلن فريق الرغبي الأسترالي والنيوزيلندي أنهما سيلعبان بطولات إقليمية تبدأ في يوليو ويونيو على التوالي –(سوبر رغبي أيه-يو) و(سوبر رغبي أوتيارو)- بين الفرق المحلية التي تلعب في سوبر رغبي لتحل محل الموسم المعلق. مُنع الوولفز من المنافسة في (سوبر رغبي أيه-يو) من قبل الحكومة، ما أدى إلى حل الفريق في 1 يونيو 2020 (كان النادي قد خطط بالفعل للخروج من سوبر رغبي ووقف عملياته بعد موسم 2020). سيُسمح للمتفرجين بحضور ألعاب (سوبر رغبي أوتيارو)، إذ رفعت نيوزيلندا معظم القيود في 8 يونيو بسبب عدم وجود حالات نشطة وعدم وجود حالات جديدة في الـ 17 يومًا الماضية. قيود الدخول ما تزال سارية.

## الرماية
أُجل كأس العالم للرماية 2020، الذي كان من المقرر أن يبدأ في 15 مارس في نيودلهي. وأُلغي أيضًا حدث الاختبار الأولمبي في طوكيو، الذي كان مقررًا في أبريل 2020.
أُلغيت بطولة البندقية الأوروبية لعام 2020.

## التزلج السريع على المضمار القصير
أُلغيت بطولة العالم للتزلج السريع على المضمار القصير لعام 2020 في سيول، كوريا الجنوبية المقرر لها من 13 إلى 15 مارس. أعلن الاتحاد الدولي للتزلج في البداية أنهم كانوا يحاولون إعادة جدولة البطولة إلى بداية موسم 2020- 21 لكنهم لم يتمكنوا من العثور على مكان في التقويم.

## السنوكر
جرت بطولة جبل طارق المفتوحة 2020 وجولاتها التأهيلية في الفترة من 11 إلى 15 مارس. في اليوم الأول، كان هناك نحو 100 متفرج في الجلسة. في الأيام المتبقية، لم يكن هناك متفرجين. انسحب عدد كبير من اللاعبين، وكان هناك نقص في الحكام، إذ لعبت بعض المباريات المبكرة بدون حكام.
أُجلت بطولة جولة 2020، التي كانت مقررة في الأصل من 17 إلى 22 مارس، حتى 20 إلى 26 يونيو.
أُجلت بطولة الصين المفتوحة لعام 2020، التي كان من المقرر إجراؤها في 30 مارس إلى 5 أبريل، إلى أجل غير مسمى.
أُجلت بطولة 2020 للعبة السنوكر، التي كانت مقررة في الأصل من 18 أبريل إلى 4 مايو، حتى 31 يوليو.
أُجلت بطولة العالم للسنوكر 2020 للسيدات، التي كان من المقرر أن تُلعب في الأصل من 22 إلى 27 يونيو.

## الإسكواش
أعلنت جمعية الإسكواش في 19 مارس أنه سوف تُلغى جميع مسابقات الكأس السريعة القادمة حتى 19 أبريل. مُدد هذا في وقت لاحق حتى 31 مايو. وشمل ذلك إلغاء البطولات الأوروبية والآسيوية التي تعقد كل عامين. تأثرت أكثر من 250 مسابقة بالوباء. أُلغيت البطولة الأوروبية الفردية للإسكواش 2020، المقرر عقدها في أيندهوفن، هولندا في الفترة من 29 أبريل إلى 2 مايو.

## ركوب الأمواج
عُلقت بطولة دوري ركوب الأمواج العالمي لعام 2020 التي كان من المقرر أن تبدأ في أستراليا في 26 مارس، حتى يونيو على الأقل. أُلغي الحدث الأول من الموسم، كورونا أوبن جولد كوست، بينما تأجل الحدثان الثاني والثالث، شاطئ ريب كورل برو بيلز ومارغريت ريفر برو.
أُجلت دورة الألعاب العالمية لسباق الأمواج لعام 2020 –آي إس ايه- المقرر عقدها في الفترة من 9 إلى 17 مايو في السلفادور. ومن المؤمل أن يحدث ذلك خلال النصف الثاني من عام 2020.

## السباحة
أُلغيت مسابقة السباحة الذي عقدته جمعية الشبان المسيحيين في الولايات المتحدة لأول مرة منذ عام 1947.

## تنس طاولة
أُجلت بطولة العالم 2020 لتنس الطاولة، التي كان من المقرر عقدها في الفترة من 22 إلى 29 مارس في بوسان في كوريا الجنوبية، إلى 27 سبتمبر - 4 أكتوبر.
كان من المقرر عقد كأس آسيا لكرة الطاولة لعام 2020 في الفترة من 28 فبراير إلى 1 مارس في هاينان، الصين، ولكنها تأجلت حتى وقت لاحق من العام.
وأُجلت أيضًا خمسة أحداث في جولة (آي تي تي إف) العالمية لعام 2020، بما في ذلك بطولة الصين المفتوحة وبطولة اليابان المفتوحة. واٌجلت أيضًا أربعة أحداث تصفيات أولمبية من المقرر عقدها في أبريل.

## التنس
في أحد أول الإلغاءات الرياضية الكبرى التي حدثت بسبب الجائحة، أُجِّلت بطولة باريباس المفتوحة للتنس في إنديان ويلز بولاية كاليفورنيا في 8 مارس 2020 كإجراء احترازي، وقال المنظمون إنهم يحاولون إيجاد تاريخ جديد. في 12 مارس، طلب عمدة ميامي كارلوس خيمينيز إلغاء بطولة ميامي المفتوحة للماسترز تماشيًا مع حالة الطوارئ المفروضة في مقاطعة ميامي داد.
في 12 مارس، أعلنت رابطة محترفي التنس ردًا على الإلغاءات المذكورة، من بين إلغاءات أخرى، أنهم سيعلقون الفعاليات مدة ستة أسابيع على الأقل. أوقف الاتحاد الدولي للتنس أيضًا اللعب حتى 20 أبريل على الأقل، وألغت رابطة محترفات التنس فعاليات جولة التنس العالمية حتى 12 أبريل. في 16 مارس، علّق رابطة محترفات التنس اللعب حتى 2 مايو.
في 16 مارس، أُجِّل بدء بطولة فرنسا المفتوحة لعام 2020 من 24 مايو حتى 20 سبتمبر، وأعلنت رابطة محترفي التنس بالاشتراك مع رابطة محترفات التنس تمديد تعليق اللعب حتى 7 يونيو. في 1 أبريل، أُلغِيت بطولة ويمبلدون للمرة الأولى منذ الحرب العالمية الثانية، في حين أعلنت رابطة محترفي التنس ورابطة محترفات التنس تمديد التعليق حتى 13 يوليو. في 15 مايو، مُدِّد التعليق حتى 3 أغسطس.
في 16 أبريل، أعلنت رابطة التنس الأمريكية عن تشكيل مجموعة استشارية لتقييم ما إذا كانت ستلعب بطولة أمريكا المفتوحة، مع توقع الإعلان عن الخطط بحلول يونيو. صرح رئيس رابطة التنس الأمريكية مايك دراوز أنه «من المستبعد جدًا» أن تُلعَب البطولة خلف أبواب مغلقة إذ أن ذلك «لا يعبر حقًا عن روح الاحتفال بالتنس، ويعود الأمر أيضًا إلى صحة ورفاه لاعبينا وطاقم الدعم الذي يساعد في إدارة البطولة». وأضاف أنه «من ناحية، نحن محظوظون للغاية بأننا رابع جراند سلام تُلعّب لذا فالوقت في صالحنا في هذه المرحلة». شهدت ولاية نيويورك (التي كان فيها في مرحلة ما عدد حالات أكبر من أي دولة أجنبية) وخاصة مدينة نيويورك المضيفة للبطولة أكبر أثر أولي للجائحة في الولايات المتحدة.

## السباق الثلاثي (الترياثلون)
قرر المجلس التنفيذي للترياتلون العالمي، والذي اجتمع عبر مكالمة هاتفية صباح يوم الجمعة، تمديد تعليق كل أنشطة الرابطة الدولية حتى 30 يونيو بسبب الوضع الحالي في جميع أنحاء العالم الناجم عن جائحة كوفيد-19. يشمل هذا التعليق سلسلة الترياثلون العالمية في يوكوهاما، وثلاثة كؤوس إفريقية، وثلاثة فعاليات أمريكية، وأربعة كؤوس آسيوية، وفعالية واحدة في أوقيانوسيا، وثمانية في أوروبا، بالإضافة إلى سلسلة يوكوهاما للباراثرياثلون وكأس العالم للباراترياثلون.

## المراحل الإقصائية
في 24 مارس، أعلنت الرابطة العالمية للصحن الطائر إلغاء أو تأجيل جميع بطولات العالم على مدى الأشهر الستة المقبلة. وشمل ذلك بطولة العالم الإقصائية (بالإنكليزية the World Ultimate and Guts Championships)، وبطولة العالم الإقصائية للناشئين، وبطولة العالم الإقصائية للماسترز، وذلك بسبب الانتشار السريع لفيروس كورونا، ألغت الهيئة الوطنية لأمريكا الشمالية للمراحل الإقصائية، التي تدعى USA Ultimate، كل المواعيد المقررة لبطولات الأندية والجامعات وكذلك تعليق الدوري نصف الاحترافي، الذي يدعى AUDL، من بداية موسم 2020.

## الكرة الطائرة
في 12 مارس، ألغت الرابطة الوطنية لرياضة الجامعات بطولة كرة الطائرة للرجال لربيع 2020 بسبب القلق من فيروس كورونا.
في 13 مارس، قرر الاتحاد الدولي للكرة الطائرة تأجيل دوري الأمم للرجال (النهائيات المقررة في تورينو بإيطاليا) والنساء إلى ما بعد الألعاب الأولمبية الصيفية 2020 بسبب تفشي فيروس كورونا. في 8 مايو، أعلن الاتحاد الدولي للكرة الطائرة إلغاء مسابقة دوري الأمم.

## كرة الماء

### دوليًا
كان من المقرر أن تقام دورة الألعاب الأولمبية لكرة الماء عام 2020 في مدينة ترييستي بإيطاليا ما بين 8 – 15 مارس 2020. في 28 فبراير 2020، أعلن الاتحاد الدولي للسباحة عن تأجيل البطولة حتى 17 – 24 مايو بسبب تفشي فيروس كورونا، ثم نُقِلَت مرة أخرى حتى 17 – 24 يناير 2021 بسبب تفشي المرض في البلاد.
في 12 مارس، أعلن الاتحاد الدولي للسباحة عن تأجيل العديد من بطولات كرة الماء الدولية بسبب جائحة فيروس كورونا. أُجِّلت دورة الألعاب الأولمبية للرجال عام 2020 في كرة الماء المقرر إقامتها في روتردام بهولندا ما بين 22 – 29 مارس حتى 31 مايو – 7 يونيو، ثم أُجِّلت مرة أخرى حتى 21 – 28 فبراير 2021. أُجِّل الدوري العالمي لكرة الماء للرجال 2020 والدوري العالمي لكرة الماء للنساء التابعين للاتحاد الدولي للسباحة حتى سبتمبر – أكتوبر 2020.

### آسيا
كان من المقرر إقامة بطولة آسيا لكرة الماء 2020، التأهل القاري الآسيوي لبطولة كرة الماء الأولمبية 2020، في مدينة نور سلطان بكازخستان ما بين 12 – 16 فبراير 2020. في أواخر يناير، أُلغِي الحدث بسبب تعليق الحكومة الكازاخستانية جميع الرحلات الجوية والتأشيرات من الصين بسبب مخاوف من تفشي فيروس كورونا في البلاد. قرر الاتحاد الآسيوي للسباحة في منتصف فبراير استخدام التصنيف النهائي لدورة الألعاب الآسيوية لعام 2018 لتخصيص حصصه القارية.

### أوروبا
في 28 فبراير 2020، أعلن الدوري الأوروبي للسباحة أن مباراة 2019 – 2020 اليوم العاشر من بطولة الدوري الأوروبي لعام 2019 – 2020 بين فريقي فيرينزفاروشي (المجر) وبرو ريكا (إيطاليا)، ومباراة نصف نهائي الدوري الأوروبي لعام 2019 – 2020 بين فريقي إيغري في كي (المجر) وأيه إن بريسكا (إيطاليا) ستُؤجَّلان بسبب تفشي فيروس كورونا.
في 11 مارس 2020، أعلن الدوري الأوروبي للسباحة عن تأجيل جميع المباريات الثمانية في اليوم الحادي عشر من بطولة الدوري الأوروبي لعام 2019 – 2020، والمرحلة الثانية من ربع نهائي الدوري الأوروبي للنساء لعام 2019 – 2020، وبطولات التأهل للبطولة الأوروبية U19 للرجال 2020، حتى تواريخ لاحقة بسبب جائحة فيروس كورونا.

### أمريكا الشمالية
في 11 مارس 2020، أعلنت كرة الماء الأمريكية عن تأجيل بطولة كرة الماء الوطنية للفتيات لعام 2020، وإلغاء المباريات الاستعراضية التي كان من المقرر أن تُلعَب في 19 – 21 مارس 2020 في كاليفورنيا بين فريقي الولايات المتحدة وإسبانيا الوطنيين لكرة الماء.
في 16 مارس 2020، أعلنت كرة الماء الأمريكية أن القسم 3 من البطولة الوطنية الافتتاحية لكرة الماء الأمريكية للنساء التي كان من المقرر إقامتها ما بين 8 – 10 مايو 2020 في منطقة كاليفورنيا الجنوبية ستُؤجَّل حتى مايو 2021، وإلغاء الدوري الوطني لكرة الماء لعام 2020 وبطولة الدوري الوطني/ كأس فيشر لعام 2020.

### أوقيانوسيا
في 16 مارس 2020، أعلنت كرة الماء الأسترالية عن إنهاء الدوري الأسترالي الوطني لكرة الماء 2020، وإلغاء بطولة كرة الماء الأسترالية الوطنية لعام 2020 التي كان من المقرر إقامتها في مدينة أديلايد بولاية جنوب أستراليا في مايو، وتأجيل بطولة 2020 المفتوحة (الدولة والماسترز) المقرر إقامتها في مدينة جولد كوست بولاية كوينزلاند في مايو.